# César et Rosalie
César et Rosalie (traducida como Ella, yo y el otro y como César y Rosalie) es una película francesa dirigida por Claude Sautet y estrenada en 1972.

## Sinopsis
En una playa de la isla de Noirmoutier un ménage à trois, con César, un personaje hablador pero simpático, David, un artista bastante retraído que acoge la vulnerabilidad del otro, y una Rosalie bovariana que toma esa terapia por una connivencia.

## Reparto
- Yves Montand: César
- Romy Schneider: Rosalie
- Sami Frey: David
- Umberto Orsini: Antoine
- Eva Maria Meinecke: Lucie
- Bernard Le Coq: Michel
- Gisela Hahn: Carla
- Isabelle Huppert: Marité